# Jean-Paul Caracalla
Pour les articles homonymes, voir Caracalla.
Jean-Paul Caracalla, né le 2 août 1921 à Paris et mort le 25 février 2019 à Paris, est un écrivain et éditeur français.

## Biographie
En 1951, Jean-Paul Caracalla relance la Revue des Voyages qui avait cessé de paraître en 1940. Il y publie notamment Blaise Cendrars, Jacques Chardonne et Paul Morand, André Fraigneau, Pierre Mac Orlan, Michel Déon, François Nourissier, Louise de Vilmorin et Germaine Beaumont.
En 1976, il est directeur de la communication de la Compagnie des wagons-lits.
Il est également secrétaire général du prix des Deux Magots depuis 1972 — et, à ce titre, en préside le jury — ainsi que du Sévigné et du Paul-Léautaud, et membre du comité de lecture des éditions Denoël.
Il meurt le 25 février 2019.

## Décorations
- Officier de l'ordre des Arts et des Lettres (2002)[4]

## Publications
- Voyages, 1981
- La Tour Eiffel, 1989
- L'aventure Peugeot, 1990
- Les trains des rois et des présidents, avec Jean des Cars, 1992
- Lever de rideau. Histoire des théâtres privés de Paris, 1994
- L'Orient-Express : un siècle d'aventures ferroviaires, 1995
- L'aventure de la Malle des Indes, avec Jean des Cars, 1996
- Le Roman du Printemps : histoire d'un grand magasin, 1997
- Montparnasse : l'âge d'or, 1997
- Saint-Germain-des-Prés, 2000
- Le goût du voyage : histoire des wagons-lits, 2001
- Vagabondages littéraires parisiens, 2003
- Petite anthologie de la poésie ferroviaire, 2004
- Le voyage s'affiche, 2005
- Les exilés de Montparnasse (1920-1940), 2006
- Montmartre, gens et légendes, 2007
- L'histoire fabuleuse des trains mythiques, 2007
- Champs-Élysées : une histoire, 2009
- Le Petit roman des trains, 2011
- En remontant le boulevard, 2012 (présentation en ligne)
- Aux Deux Magots. De la bonneterie à la limonade, éd. Table ronde, 2023

## Prix
- Prix Broquette-Gonin de littérature de l'Académie française 1985 pour L'Orient-Express[5].